# اسوادلین‌کوت
اسوادلین‌کوت (به انگلیسی: Swadlincote) یک شهرک در بریتانیا است که در انگلستان واقع شده‌است. اسوادلین‌کوت ۳۲٬۲۱۹ نفر جمعیت دارد.